# Hvorledes en mursten bliver til
Hvorledes en mursten bliver til er en dansk dokumentarfilm fra 1940 med instruktion og manuskript af H. Andersen.

## Handling
Produktion af mursten på teglværk. Tegnefilm illustrerer ringovnens virkemåde.